# Cal Barrusca
Cal Barrusca era una masia, actualment enrunada, del poble de la Coma, al municipi de la Coma i la Pedra, a la Vall de Lord (Solsonès).